# Seznam tramvajových tunelů v Česku
Seznam tramvajových tunelů v Česku uvádí přehled tunelů pro tramvaje.

## Realizované
| Tunel                                      | Město | Trať                                 | Zahájení provozu                                         | Délka (m) | Poznámky                           |
| ------------------------------------------ | ----- | ------------------------------------ | -------------------------------------------------------- | --------- | ---------------------------------- |
| Vyšehradský                                | Praha | Palackého náměstí – Sídliště Modřany | 11. prosince 1904 (tunel) 31. července 1910 (tram. trať) | 35        | silniční tunel s tramvajovou tratí |
| K Barrandovu – Chaplinovo náměstí          | Praha | Hlubočepy – Sídliště Barrandov       | 29. listopadu 2003                                       | 206       |                                    |
| Chaplinovo náměstí – Poliklinika Barrandov | Praha | Hlubočepy – Sídliště Barrandov       | 29. listopadu 2003                                       | 155       |                                    |
| Osová – Nemocnice Bohunice                 | Brno  | Osová – Nemocnice Bohunice           | 11. prosince 2022                                        | 619       | nejdelší tramvajový tunel v ČR     |
| pod Wilsonovým lesem                       | Brno  | Mendlovo náměstí – Bystrc            | 1. května 2023                                           | 500       |                                    |

## Připravované
| Tunel   | Město | Trať                      | Délka (m) | Poznámky                                          |
| ------- | ----- | ------------------------- | --------- | ------------------------------------------------- |
| Kamechy | Brno  | Mendlovo náměstí – Bystrc | 320       | stavba zahájena 02/2025, plán zprovoznění 12/2027 |

## Nerealizované
| Tunel          | Město | Délka (m) | Poznámky                                          |
| -------------- | ----- | --------- | ------------------------------------------------- |
| pod Špilberkem | Brno  | ~650      | vznikla nedokončená průzkumná štola o délce 510 m |